# Zenodorus microphthalmus
Zenodorus microphthalmus là một loài nhện trong họ Salticidae.
Loài này thuộc chi Zenodorus. Zenodorus microphthalmus được Ludwig Carl Christian Koch miêu tả năm 1881.